# Damián Lizio
Damián Emmanuel Lizio (Florida, 30 giugno 1989) è un calciatore argentino naturalizzato boliviano, centrocampista svincolato.

## Caratteristiche tecniche
Molto agile anche con la palla al piede, abile nell'uno contro uno e nel saltare l'avversario; trequartista che svaria su tutto il fronte offensivo di centrocampo, destro naturale ma usa anche il piede mancino per calciare.

## Statistiche

### Cronologia presenze e reti in nazionale
| Cronologia completa delle presenze e delle reti in nazionale ― Bolivia | Cronologia completa delle presenze e delle reti in nazionale ― Bolivia | Cronologia completa delle presenze e delle reti in nazionale ― Bolivia | Cronologia completa delle presenze e delle reti in nazionale ― Bolivia | Cronologia completa delle presenze e delle reti in nazionale ― Bolivia | Cronologia completa delle presenze e delle reti in nazionale ― Bolivia | Cronologia completa delle presenze e delle reti in nazionale ― Bolivia | Cronologia completa delle presenze e delle reti in nazionale ― Bolivia |
| Data                                                                   | Città                                                                  | In casa                                                                | Risultato                                                              | Ospiti                                                                 | Competizione                                                           | Reti                                                                   | Note                                                                   |
| ---------------------------------------------------------------------- | ---------------------------------------------------------------------- | ---------------------------------------------------------------------- | ---------------------------------------------------------------------- | ---------------------------------------------------------------------- | ---------------------------------------------------------------------- | ---------------------------------------------------------------------- | ---------------------------------------------------------------------- |
| 14-10-2014                                                             | Antofagasta                                                            | Cile                                                                   | 2 – 2                                                                  | Bolivia                                                                | Amichevole                                                             | -                                                                      | 71’                                                                    |
| 18-11-2014                                                             | La Paz                                                                 | Bolivia                                                                | 3 – 2                                                                  | Venezuela                                                              | Amichevole                                                             | 1                                                                      | 75’                                                                    |
| 6-6-2015                                                               | San Juan                                                               | Argentina                                                              | 5 – 0                                                                  | Bolivia                                                                | Amichevole                                                             | -                                                                      | 57’                                                                    |
| 15-6-2015                                                              | Valparaiso                                                             | Ecuador                                                                | 2 – 3                                                                  | Bolivia                                                                | Coppa America 2015 - Fase a gironi                                     | -                                                                      | 72’                                                                    |
| 19-6-2015                                                              | Santiago del Cile                                                      | Cile                                                                   | 5 – 0                                                                  | Bolivia                                                                | Coppa America 2015 - Fase a gironi                                     | -                                                                      | 51’                                                                    |
| 25-6-2015                                                              | Temuco                                                                 | Bolivia                                                                | 1 – 3                                                                  | Perù                                                                   | Coppa America 2015 - Quarti di finale                                  | -                                                                      | 46’                                                                    |
| 4-9-2015                                                               | Houston                                                                | Argentina                                                              | 7 – 0                                                                  | Bolivia                                                                | Amichevole                                                             | -                                                                      | 46’                                                                    |
| 8-10-2015                                                              | La Paz                                                                 | Bolivia                                                                | 0 – 2                                                                  | Uruguay                                                                | Qual. Mondiali 2018                                                    | -                                                                      | 61’                                                                    |
| 12-11-2015                                                             | La Paz                                                                 | Bolivia                                                                | 4 – 2                                                                  | Venezuela                                                              | Qual. Mondiali 2018                                                    | -                                                                      | 78’                                                                    |
| 17-11-2015                                                             | Asuncion                                                               | Paraguay                                                               | 2 – 1                                                                  | Bolivia                                                                | Qual. Mondiali 2018                                                    | -                                                                      | 24’                                                                    |
| 24-3-2016                                                              | La Paz                                                                 | Bolivia                                                                | 2 – 3                                                                  | Colombia                                                               | Qual. Mondiali 2018                                                    | -                                                                      | 46’                                                                    |
| Totale                                                                 |                                                                        | Presenze                                                               | 11                                                                     |                                                                        | Reti                                                                   | 1                                                                      |                                                                        |